# Finnische Sprachenpolitik

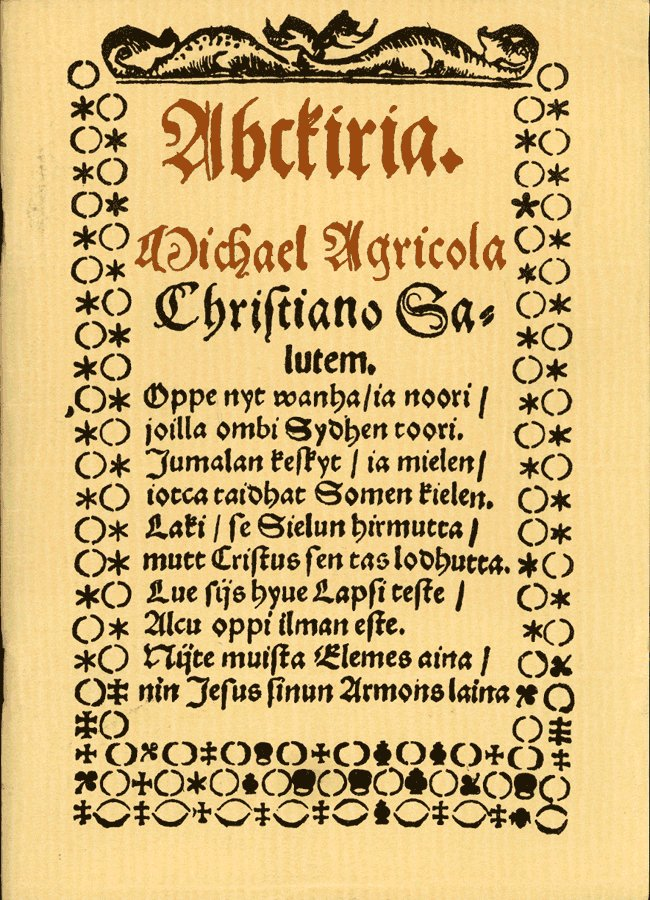
Das 1543 erschienene ABC-Buch von Mikael Agricola war das erste finnischsprachige Lesebuch.

Die finnische Sprachenpolitik bezeichnet das Verhältnis des finnischen Staates zu den im Land gesprochenen Sprachen und den diese Sprachen sprechenden Volksgruppen. Zu den besonderen Zügen der finnischen Sprachenpolitik gehört seit dem 19. Jahrhundert die Zweisprachigkeit und das damit verbundene Ringen um die Kräfteverhältnisse zwischen der von einer Minderheit gesprochenen schwedischen und der finnischen Sprache.

## Geschichte

### Vorgeschichte
Das Gebiet des heutigen Finnland war seit etwa dem 12. Jahrhundert bis ins Jahr 1809 ein organischer Teil des Schwedischen Reiches. Als Verwaltungssprache des Staates diente im Wesentlichen die schwedische Sprache. Im Spätmittelalter wurde zusätzlich auch Latein und während der Zeit der Kalmarer Union in gewissem Umfang auch Dänisch verwendet. Die vom überwiegenden Teil der Bevölkerung gesprochene finnische Sprache hatte hingegen keinen offiziellen Status und war als Schriftsprache zunächst nicht existent.
Als Vater der finnischen Schriftsprache gilt heute Mikael Agricola, welcher spätestens im Jahr 1543 das erste Lesebuch in finnischer Sprache, das ABC-Buch, veröffentlichte. Am Anfang des 17. Jahrhunderts wurden die ersten Gesetze auch auf Finnisch veröffentlicht, und im Jahr 1759 wurde schließlich das gesamte Gesetzbuch des Landes in finnischer Sprache herausgegeben.
Während der schwedischen Zeit nahm der finnische Adel ebenso wie ein großer Teil des wohlhabenden Bürgertums die schwedische Sprache an. Der Bauernstand trug bei den Reichstagen wiederholt erfolglos die Bitte nach Dolmetscher- und Übersetzerdiensten vor und verlangte die Berücksichtigung der finnischen Sprache bei der Besetzung von Ämtern. Während sich jedoch an der Akademie zu Turku unter der Führung von Henrik Gabriel Porthan eine Bewegung von Liebhabern der finnischen Sprache, die sogenannten Fennophilen, bildete, war Porthan selbst der Ansicht, dass im Zuge der „weiteren Ausbreitung der Kultur“ die finnische Sprache letztlich verschwinden würde.

### Großfürstentum Finnland

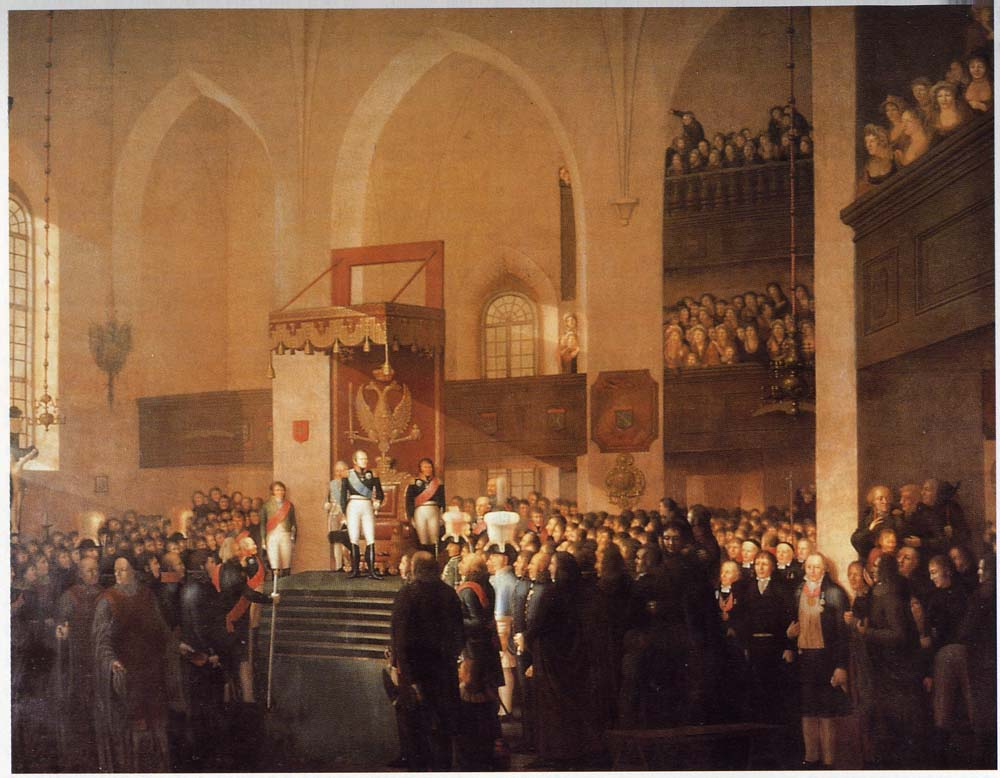
Beim Reichstag von Porvoo sagte Zar Alexander I. Finnland den autonomen Status zu.

Nach der Loslösung Finnlands von Schweden und der Bildung des Großfürstentums Finnland unter der russischen Krone bewahrte sich das Schwedische seine Position als Amts- und Verwaltungssprache. Die russischen Herrscher erhofften sich jedoch durch eine Stärkung der finnischen Sprache eine Schwächung der Bindungen Finnlands an das bisherige Mutterland Schweden. So wurde die Regentenversicherung von Zar Alexander I. auf dem Reichstag von Porvoo sowohl auf Finnisch als auch auf Schwedisch veröffentlicht.
In der Zeit des Großfürstentums entstand, angefacht durch die in Europa aufgekommenen nationalen Ideen, eine neue finnische Identität. Diese finnische Nationalbewegung war zunächst nicht sprachpolitischer Natur. Von den zentralen Protagonisten der Bewegung schrieben zum Beispiel Johan Ludvig Runeberg und Zacharias Topelius auf Schwedisch und Johan Vilhelm Snellman benutzte beide Sprachen. Allerdings schrieben Elias Lönnrot und Aleksis Kivi auf Finnisch, und die Veröffentlichung von Lönnrots Sammlung Kalevala sowie Kivis Roman Die Sieben Brüder brachten der bisher geringgeschätzten finnischen Sprache und Kultur Respekt ein.
Die russische Sprache erreichte auch in der Zeit der russischen Herrschaft zu keinem Zeitpunkt einen wesentlichen Stellenwert, wenn auch seit dem Jahr 1818 von allen Amtsinhabern ein Zeugnis über die russische Sprachkenntnis verlangt wurde.
Diese Anforderung wurde für Pfarrer im Jahr 1824 aufgehoben. Von diesen wurde stattdessen in Gemeinden mit finnischsprachiger Bevölkerung finnische Sprachkenntnis verlangt.
Im Jahr 1828 wurde an der Universität das Amt des Lektors der finnischen Sprache und 1850 der Lehrstuhl für finnische Sprache und Literatur begründet. Die erste finnischsprachige Dissertation wurde 1858 veröffentlicht. Im gleichen Jahr wurde in Jyväskylä das erste Gymnasium gegründet, dessen Unterrichtssprache Finnisch war.
Gesetze und Verordnungen wurden auf Schwedisch und nach Bedarf auch auf Finnisch bekanntgemacht. Das seit 1860 erschienene finnische Verordnungsblatt wurde von Beginn an zweisprachig, im Zuge der in den 1880er Jahren begonnenen Russifizierungsbestrebungen in der kurzen Periode von 1903 bis 1905 auch auf Russisch veröffentlicht. Die Vorarbeiten zu den Gesetzen fanden grundsätzlich auf Schwedisch statt, und erst für die offizielle Gesetzesvorlage wurden finnische Übersetzungen angefertigt. Erst ab der Parlamentsreform von 1906 begann die finnischsprachige Gesetzesvorbereitung Raum zu gewinnen.

### Fennomanen und Svekomanen
Die Bestrebungen zur Verbesserung der Stellung der finnischen Sprache und der sprachlichen Rechte der Finnischsprachigen führten in den 1840er Jahren zur Entstehung der Fennomanie als ideeller Bewegung. Deren Anhänger gründeten die Finnische Partei und gaben ab 1847 die erste in finnischer Sprache an ein gebildetes Publikum gerichtete Zeitung Suometar heraus.
Der prominenteste Fennomane war zunächst der Philosoph, Journalist und spätere Staatsmann Johan Vilhelm Snellman, welcher in Zeitungsartikeln beklagte, dass das finnische Volk gegenüber anderen Völkern geistig und materiell zurückgeblieben sei. Als Grund hierfür machte Snellman den Mangel an Nationalbewusstsein aus, welches man nur durch die Erhebung der finnischen Sprache zur Amts- und Bildungssprache fördern könne.
Die Gedanken Snellmans fanden ein weites Echo, und in der sich erweiternden Bewegung bildeten sich bald unterschiedliche Strömungen heraus. Während liberale Fennomanen wie Elias Lönnrot und Zacharias Topelius eine Zweisprachigkeit des Landes anstrebten, wollten vor allem die ab 1863 um Yrjö Koskinen formierten Jungfennomanen Finnisch unter Verdrängung des Schwedischen als einzige Kultur- und Amtssprache Finnlands etablieren. Radikalisierte Fennomanen entwickelten aus der Sprachfrage die Forderung nach einem die finnischsprachigen Völker umfassenden Großfinnland. Die Finnlandschweden bezeichneten sie als Fremde oder als Verräter ihrer finnischen Vorfahren.
Als Gegenreaktion zu den Fennomanen bildete sich eine die Stellung der schwedischen Sprache verteidigende Bewegung, die Svekomanen, deren führende Persönlichkeit Professor Axel Olof Freudenthal war und aus welcher die Schwedische Partei hervorging. In den schwedischsprachigen Zeitungen wurde argumentiert, dass die finnische Sprache als Kultursprache ungeeignet sei. Radikale Svekomanen vertraten die Ansicht, dass die Schweden bereits im Mittelalter den ansonsten entwicklungsunfähigen Finnen die westliche Kultur gebracht hätten.
Auch in Regierungskreisen herrschte eine der finnischen Sprache unfreundlich gesinnte Einstellung vor, von russischer Seite verstärkt durch die Besorgnis vor der Verbreitung revolutionären Gedankengutes im Volke. Daher wurde im Jahr 1850 durch die sogenannte Sprachverordnung die Veröffentlichung von finnischsprachigen Texten mit Ausnahme von religiösen und wirtschaftlichen Veröffentlichungen verboten. Die Verordnung wurde jedoch wenig befolgt und im Jahr 1860 auch formal wieder aufgehoben. Seit 1858 wurden im Binnenland tätige Amtsträger verpflichtet, eine mündliche finnische Sprachprüfung abzulegen.
Während der finnische Senat der finnischen Sprache gegenüber weiterhin skeptisch blieb, erzielten die Fennomanen im Jahr 1863 scheinbar einen Durchbruch, als Zar Alexander II. einen von Snellman unter Umgehung des Senates vorgelegten Verordnungsentwurf unterzeichnete, nach welchem Finnisch innerhalb von 20 Jahren gleichberechtigte Amts- und Gerichtssprache werden sollte.

### Verschiebung der Kräfteverhältnisse
Als die von Alexander II. gesetzte Frist im Jahr 1883 ablief, versuchte der russische Generalgouverneur Fjodor Loginowitsch Heiden, das Finnische im Verordnungswege in den Stand der Amtssprache einzusetzen. Er scheiterte dabei jedoch zunächst am Widerstand des schwedisch gesinnten Senates wie auch des Prokurators Robert Montgomery, welcher das Finnische für eine „fremde Sprache“ hielt, die in den Gerichten nicht verwendet werden könne. Erst mit der Sprachverordnung vom 19. Juni 1902 wurde Finnisch Amtssprache.
Dieser Vorgang wurde überlagert von den Auswirkungen des im Jahr 1900 erlassenen Sprachmanifestes, durch welches im Zuge der angestrebten Russifizierung Finnlands die russische Sprache unter anderem als Sprache des Senats festgelegt wurde. In der Praxis blieben jedoch Schwedisch und Finnisch die im Senat verwendeten Sprachen, während die Protokolle und Beschlüsse lediglich ins Russische übersetzt wurden. Das Sprachmanifest wurde nach dem vorläufigen Ende der Russifizierungsbestrebungen im Jahr 1906 wieder aufgehoben.
Der in der zweiten Hälfte des 19. Jahrhunderts begonnene Aufbau eines finnischsprachigen Schulwesens führte bis zur Jahrhundertwende zur Bildung einer gebildeten finnischsprachigen Bevölkerungsschicht, und bis zum zweiten Jahrzehnt des 20. Jahrhunderts hatte sich Finnisch zu einer vollwertigen Kultursprache entwickelt. Im gleichen Zuge verlor das Schwedische seine Stellung als alleinige Kultursprache. Während bisher Schwedisch die Sprache der gebildeten Schichten war, wurde es nun zunehmend als Sprache einer klaren Bevölkerungsminderheit empfunden. Dies führte auch dazu, dass sich die schwedischsprachigen Bevölkerungsteile deutlicher als zuvor als besondere Volksgruppe empfanden, zu welcher neben der alten Elite auch die schwedischsprachigen Teile der einfachen Bevölkerung gehörten. Diese Entwicklung zusammen mit dem wieder aufflammenden Sprachenstreit und den Bestrebungen von fennomanischen Kreisen, Finnisch zur einzigen Amtssprache des Landes zu machen, führte schließlich zur Gründung der Schwedischen Volkspartei als Interessenvertretung der sprachlichen Minderheit sowie der ersten explizit schwedischsprachigen Universität, der Åbo Akademi.

### Ringen um die Sprachenpolitik des selbstständigen Finnland
Als Finnland im Jahr 1917 die Unabhängigkeit erlangte, hatten sich die Kräfteverhältnisse zwischen den Sprachen umgekehrt, und als entscheidende offene Frage verblieb der Status des Schwedischen im jungen Staat. Die um ihre Sprachrechte fürchtenden Finnlandschweden sahen sich lautstarken Forderungen der Fennomanen gegenüber, welche das Schwedische allenfalls als Minderheitensprache tolerieren wollten.
Radikale svekomanische Gruppierungen stellten die Theorie von zwei verschiedenen Nationalitäten auf und verlangten einen Autonomiestatus für die mehrheitlich schwedischsprachigen Gebiete, vergleichbar den später der Inselgruppe Åland zugestandenen Rechten. Zu diesem Zweck wurde im Frühjahr 1919 eine inoffizielle Volksvertretung der Finnlandschweden (Svenska Finlands folkting) gegründet. Die Schwedische Volkspartei, welche eine Schwächung der Gesamtstellung des Schwedischen im Lande fürchtete, lehnte diese Forderungen ab, und auch im Parlament konnte das Projekt keine bedeutende Zustimmung gewinnen.
Nach langen Verhandlungen einigte man sich schließlich auf einen Kompromiss und legte in der Verfassung von 1919 fest, dass Finnisch und Schwedisch gleichberechtigte Landessprachen sind. Das Sprachengesetz von 1922 bestimmte die Details des Gebrauchs der Landessprachen in Gerichten und Behörden, wobei die Rechte zur Benutzung der eigenen Sprache in erster Linie auf der Ebene der schriftlichen Korrespondenz garantiert wurden.

### Die „wahren Finnen“

Der Akademische Karelien-Verein AKS gehörte zu den zentralen Akteuren des „wahren Finnentums“.

Der in den Verfassungsverhandlungen gefundene Kompromiss löste die im jahrzehntelangen Sprachenstreit verhärteten Fronten nicht auf. Die schwedische Sprache bewahrte sich noch für lange Zeit eine beherrschende Stellung in Bildungs- und Kulturkreisen, und finnische Bevölkerungskreise beschuldigten die Finnlandschweden wiederholt der Arroganz und des Elitedenkens.
Die radikale fennomanische Bewegung setzte sich in den Aktivitäten von verschiedenen Bevölkerungsgruppen fort, die bald als die „wahren Finnen“ (aitosuomalaiset) bekannt wurden. Ihre hauptsächlichen Stützpfeiler hatte die Bewegung einerseits in finnischsprachigen akademischen Kreisen, hier insbesondere unter Einfluss des nationalistischen Akademischen Karelien-Vereins (Akateeminen Karjala-Seura, AKS), andererseits in der finnischen Landbevölkerung, vertreten durch den Landbund (heutige Finnische Zentrumspartei). Der fortgesetzte Sprachenstreit führte zu häufigen Demonstrationen, aber auch zu einer regen Entwicklung des Kulturlebens auf beiden Seiten.
Der Sprachstreit spitzte sich Ende 1934 erneut zu, als die Regierung die Einführung einer Quote für schwedischsprachige Professuren an der Universität Helsinki plante. Dies wurde von den zu einer einsprachigen Universität strebenden „wahren Finnen“ um den Landbund und einen Teil der Nationalen Sammlungspartei vehement abgelehnt. Die Marathonreden der Gegner des Vorhabens verhinderten 1935 eine abschließende Behandlung der Vorlage während der Legislaturperiode des Parlaments, so dass die Frage zunächst offenblieb. Erst 1937 wurde der Streit im Grundsatz zugunsten der finnischen Sprache entschieden, die Quote für schwedischsprachige Professuren über den Umweg eines Ausführungsgesetzes aber dennoch eingeführt.
Nach dieser letzten Verschärfung der Sprachenfrage begannen die weltpolitischen Geschehnisse, den Sprachengegensatz in den Hintergrund zu drängen. Die Furcht vor der Sowjetunion und einem möglichen Krieg zwangen auch die fennomanisch orientierten Parteien zu einer stärkeren Hinwendung zu einer an den skandinavischen Westnachbarn orientierten Politik. Die nachfolgenden Kriege trugen dazu bei, das nationale Zusammengehörigkeitsgefühl der Finnen zu stärken, und Sprachenstreite in der bisherigen Vehemenz gehörten damit der Vergangenheit an.

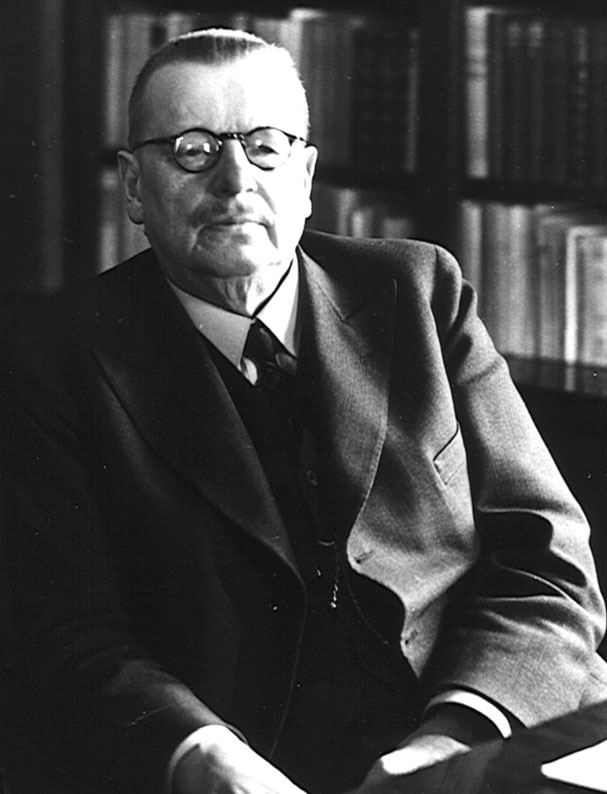
Juho Kusti Paasikivi, hier als Präsident im Jahr 1948, erkannte die Zweisprachigkeit als außenpolitische Stärke.

### Sprachenpolitik in der Nachkriegszeit
Nach dem Krieg musste Finnland erhebliche Gebiete an die Sowjetunion abtreten, darunter Ostkarelien. Die Umsiedlung der betroffenen Bevölkerungsteile, welche 12 % der finnischen Gesamtbevölkerung ausmachten, warf auch sprachpolitische Fragen auf. Die Neuansiedlung der vorwiegend bäuerlichen Bevölkerung wurde durch das 1945 im Parlament verabschiedete Landerwerbsgesetz geregelt.
Auf Forderung des damaligen Ministerpräsidenten und späteren Präsidenten Juho Kusti Paasikivi wurden in das Gesetz auch sprachbezogene Bestimmungen aufgenommen. Diesen zufolge durften die Umsiedlungen die Sprachverhältnisse der betroffenen Gemeinden nicht ändern. Hierdurch wurde in der Praxis die Ansiedlung in schwedischsprachige oder zweisprachige Gebiete verhindert, da es schwedischsprachige Flüchtlinge nur sehr wenig gab.
Nach Paasikivis Ansicht hätten die Umsiedler die schwedischsprachige Besiedlung und Kultur gefährdet. Deren Erhaltung stelle aber sicher, dass das Interesse Schwedens, der nordischen Länder sowie mittelbar auch der gesamten westlichen Welt am Schicksal Finnlands nicht nachlasse. Anders als in der Vorkriegszeit wurde die Zweisprachigkeit in Finnland damit nicht mehr als innenpolitisches Problem, sondern als außenpolitischer Vorteil empfunden.

## Finnisch und Schwedisch im heutigen Finnland

### Gesetzliche Regelung der Sprachfrage

Rechtlicher Status von Sprachen in Finnland.

Das 1922 erstmals verabschiedete Sprachgesetz (finnisch kielilaki, schwedisch språklagen) ist in der Folge verschiedentlich reformiert worden, zuletzt im Jahr 2003. Kernregelungen des Gesetzes betreffen einerseits die Rechte der individuellen Person, andererseits den Sprachstatus von Gemeinden als Verwaltungseinheiten.
Jede Gemeinde ist entweder finnischsprachig, schwedischsprachig oder zweisprachig. Eine Gemeinde gilt als zweisprachig, wenn die sprachliche Minderheit von mindestens 3000 Einwohnern repräsentiert wird oder alternativ einen Bevölkerungsanteil von mindestens 8 % ausmacht. Nach der derzeitigen, bis zum Jahr 2022 gültigen Einteilung sind in Finnland 16 Gemeinden schwedischsprachig (sämtlich in der Provinz Åland) und 33 Gemeinden zweisprachig. Die übrigen 260 Gemeinden sind ausschließlich finnischsprachig.
Der Bürger hat das Recht, mit staatlichen Gerichten und Behörden in seiner Muttersprache, Schwedisch oder Finnisch, zu verkehren. Das Gleiche gilt für die kommunalen Behörden in zweisprachigen Gemeinden. In einsprachigen Gemeinden verwenden die kommunalen Behörden dagegen grundsätzlich nur die Gemeindesprache. Soweit aber ein Beteiligter in einer Sache, die er nicht selbst veranlasst hat, angehört werden muss, darf er auch seine Muttersprache verwenden. Nötigenfalls muss ein Dolmetscher hinzugezogen werden.
In den Gesetzen über die Besetzung von öffentlichen Ämtern ist festgelegt, dass jede Einstellung in den öffentlichen Dienst Finnlands den Nachweis von finnischen und schwedischen Sprachkenntnissen voraussetzt. Das Erlernen der jeweils anderen Landessprache ist in allen Schulen seit 1968 zwingend vorgeschrieben. Auch der Erwerb eines Hochschulabschlusses setzt jeweils den Nachweis von Kenntnissen der jeweils anderen Landessprache voraus.
In der finnischen Armee ist Finnisch aus praktischen Gründen ausschließliche Kommandosprache. Allerdings werden die meisten schwedischsprachigen Soldaten in einer gesonderten Brigade in Dragsvik ausgebildet.
In Åland gelten die finnischen Sprachengesetze nicht, stattdessen werden die Sprachfragen in dieser autonomen Provinz durch das Selbstverwaltungsgesetz geregelt. Åland ist ausschließlich schwedischsprachig, jedoch dürfen Finnen gegenüber den Behörden des finnischen Staates auch die finnische Sprache verwenden. Gegenüber den Behörden der Provinz oder ihrer Gemeinden kann nur Schwedisch verwendet werden.
Die öffentlich-rechtliche Rundfunkanstalt Finnlands Yleisradio versorgt die schwedischsprachige Bevölkerung mit zwei Radiostationen. In den Fernsehprogrammen der Anstalt nehmen Sendungen in schwedischer Sprache einen Anteil von etwa 10 % ein.
| Entwicklung des Anteils der schwedischsprachigen Bevölkerung in Finnland | Entwicklung des Anteils der schwedischsprachigen Bevölkerung in Finnland | Entwicklung des Anteils der schwedischsprachigen Bevölkerung in Finnland |
| Jahr                                                                     | Anzahl                                                                   | Anteil (%)                                                               |
| ------------------------------------------------------------------------ | ------------------------------------------------------------------------ | ------------------------------------------------------------------------ |
| 1880                                                                     | 294 900                                                                  | 14,3                                                                     |
| 1890                                                                     | 322 600                                                                  | 13,6                                                                     |
| 1900                                                                     | 349 700                                                                  | 12,9                                                                     |
| 1910                                                                     | 339 000                                                                  | 11,6                                                                     |
| 1920                                                                     | 341 000                                                                  | 11,0                                                                     |
| 1930                                                                     | 342 900                                                                  | 10,1                                                                     |
| 1940                                                                     | 354 000                                                                  | 9,6                                                                      |
| 1950                                                                     | 348 300                                                                  | 8,6                                                                      |
| 1960                                                                     | 330 500                                                                  | 7,4                                                                      |
| 1970                                                                     | 303 400                                                                  | 6,6                                                                      |
| 1980                                                                     | 300 500                                                                  | 6,3                                                                      |
| 1990                                                                     | 296 700                                                                  | 5,9                                                                      |
| 1999                                                                     | 292 700                                                                  | 5,7                                                                      |
| 2006                                                                     | 289 600                                                                  | 5,5                                                                      |

### Statistik
Während die absolute Zahl der schwedischsprachigen Finnen langfristig weitgehend unverändert geblieben ist, ist der relative Anteil an der Gesamtbevölkerung stetig zurückgegangen (siehe nebenstehende Tabelle). Dabei ist insbesondere in den zweisprachigen Gebieten eine zunehmende Vermischung der Sprachgruppen zu beobachten.
Es gehört zu den Besonderheiten der in Finnland praktizierten Zweisprachigkeit, dass die Sprachgrenzen in der Praxis kein relevantes Hindernis für die Formung von Lebensgemeinschaften darstellen. Hierzu mag beitragen, dass nach einer Untersuchung aus dem Jahr 1997 ein Anteil von 70 % der Finnen die schwedische Sprache als Teil der eigenen nationalen Identität betrachtet. In den zweisprachigen Familien werden 60 % der Kinder als schwedischsprachig registriert.

### Der Sprachenstreit heute
Obwohl es seit den 1930er Jahren keine groß angelegten Sprachenstreite mehr gegeben hat, ist es um die Sprachenfrage doch nie ganz ruhig geworden. Die Diskussion entzündet sich heute regelmäßig vor allem an zwei Streitpunkten, nämlich der obligatorischen Sprachausbildung sowie den Quoten für schwedischsprachige Studenten.
Die Pflicht zur Erlernung der jeweils anderen Landessprache ist ständiger Kritik vor allem aus den Reihen der Finnischsprachigen ausgesetzt, insbesondere von Seiten der von der Lernpflicht betroffenen Schüler und Studenten. Das Thema wird unter dem Schlagwort „Zwangsschwedisch“ (finnisch pakkoruotsi) immer wieder zum Gegenstand von öffentlichen Kampagnen gemacht. Als zentrales Argument dient dabei, dass die schwedische Sprache weniger nutzbringend sei als das Erlernen von Fremdsprachen wie Englisch.
Unter den politischen Parteien des Landes herrscht derzeit jedoch ein klarer Konsens über die Beibehaltung des obligatorischen Schwedischunterrichts. Der Forderung nach dessen Abschaffung haben sich nur einige kleine rechtspopulistische Parteien angeschlossen. So wurde das neue Sprachengesetz 2003, welches in dieser Hinsicht keine Änderung brachte, vom Parlament mit 179 Stimmen bei nur drei Gegenstimmen angenommen.
Der zweite große Streitpunkt betrifft die quotenmäßige Besetzung von bestimmten Studien- und Ausbildungsplätzen mit schwedischsprachigen Studenten. So stehen in den Studiengängen der Rechtswissenschaft und der Medizin jeweils gesonderte Quoten für Studenten zur Verfügung, welche die schwedische Sprache beherrschen. Diese von manchen finnischsprachigen Finnen als diskriminierend empfundene Praxis wird damit begründet, dass das Sprachgesetz ein zureichendes Angebot an schwedischsprachigen Dienstleistungen erfordert und dass zu diesem Zweck auch eine ausreichende Ausbildung in schwedischer Sprache sichergestellt werden muss. Außerdem stehe die schwedischsprachige Ausbildung allen Finnen offen, welche die schwedische Sprache beherrschen, nicht etwa nur solchen Finnen, deren Muttersprache Schwedisch ist.
Trotz dieser Streitpunkte ist die auf dem Sprachgesetz beruhende Praxis inzwischen für die meisten Finnen zur Selbstverständlichkeit geworden und sprachliche Streitfragen sind nur noch selten Gegenstand einer breiteren öffentlichen Diskussion.

## Stellung der samischen Sprachen

Die Flagge der Samen

Besonders ab den 1990er Jahren wurde in der Sprachenpolitik Finnlands zunehmend auch auf andere Minderheitensprachen sowie auf das Recht der Sprecher dieser Sprachen an ihrer eigenen Sprache und Kultur Rücksicht genommen. In diesem Zusammenhang hat Finnland auch die Europäische Charta der Regional- oder Minderheitensprachen ratifiziert.
Neben dem Schwedischen fallen in Finnland nur die samischen Sprachen unter die Charta. Seit dem Jahr 1992 haben diese einen offiziellen Status in den Heimatbezirken der Samen in den Gemeinden Enontekiö, Inari und Utsjoki sowie im Nordteil der Gemeinde Sodankylä.
Der Status der samischen Sprachen garantiert den Samen das Recht, diese als Verkehrssprache in Behörden und Krankenhäusern zu verwenden. Da die verschiedenen Varianten der samischen Sprache ebenfalls berücksichtigt werden, ist infolge der Neuerung aus Inari die einzige viersprachige Gemeinde Finnlands geworden. Dort werden alle öffentlichen Bekanntmachungen auf Nord-Sami, Inari-Sami, Skolt-Sami sowie auf Finnisch gemacht. In den Schulen einiger Gebiete ist Nord-Sami die erstrangige Schulsprache.
Zu den zentralen Anliegen der Sprachenpolitik der nordischen Länder gehört die Wiederbelebung der samischen Sprachen. Unter dem Druck der größeren Landessprachen spricht nur noch etwa die Hälfte der Samen eine samische Sprache. Zur Überwachung der Stellung der samischen Sprachen und zur Verwirklichung einer sprachlichen und kulturellen Selbstverwaltung wurde 1996 eine eigene parlamentarische Vertretung der Samen (sámediggi) gegründet.